# Yuewei Caotang Biji
Yuewei Caotang Biji (em chinês: 閱微草堂筆記, Yuèwēi cǎotáng bǐjì), traduzido como "Anotações no Estúdio Yuewei" (em referência à moradia siheyuan em que o autor habitou), ou também em outros títulos mais literais e alternativos Notas da Cabana para se Examinar o Sutil, Notas de uma Cabana de Palha sobre Observações Minuciosas e Anotações Aleatórias da Cabana do Escrutínio Próximo, é uma coletânea de contos sobrenaturais alegadamente verdadeiros, compilados, atestados e examinados por Ji Yun, acadêmico-oficial da Dinastia Qing. Com aproximadamente 1.200 entradas, a maioria das histórias de Ji foram coletadas de seus amigos e colegas. Outras foram baseados em suas próprias experiências durante a infância e em encontros ao longo de sua longa carreira oficial.
As histórias nas Notas apresentam muitos seres sobrenaturais, criptídeos e conceitos do folclore chinês, incluindo jiangshi, hulijing e yeren, além de fantasmas e espíritos. Ji Yun nelas intercalou especulações e elaborou teorias para tentar explicar os fenômenos espirituais, em relação com sua crença na moralidade e na ordem cósmica existente entre o mundo espiritual e o material.

## Histórico de publicação

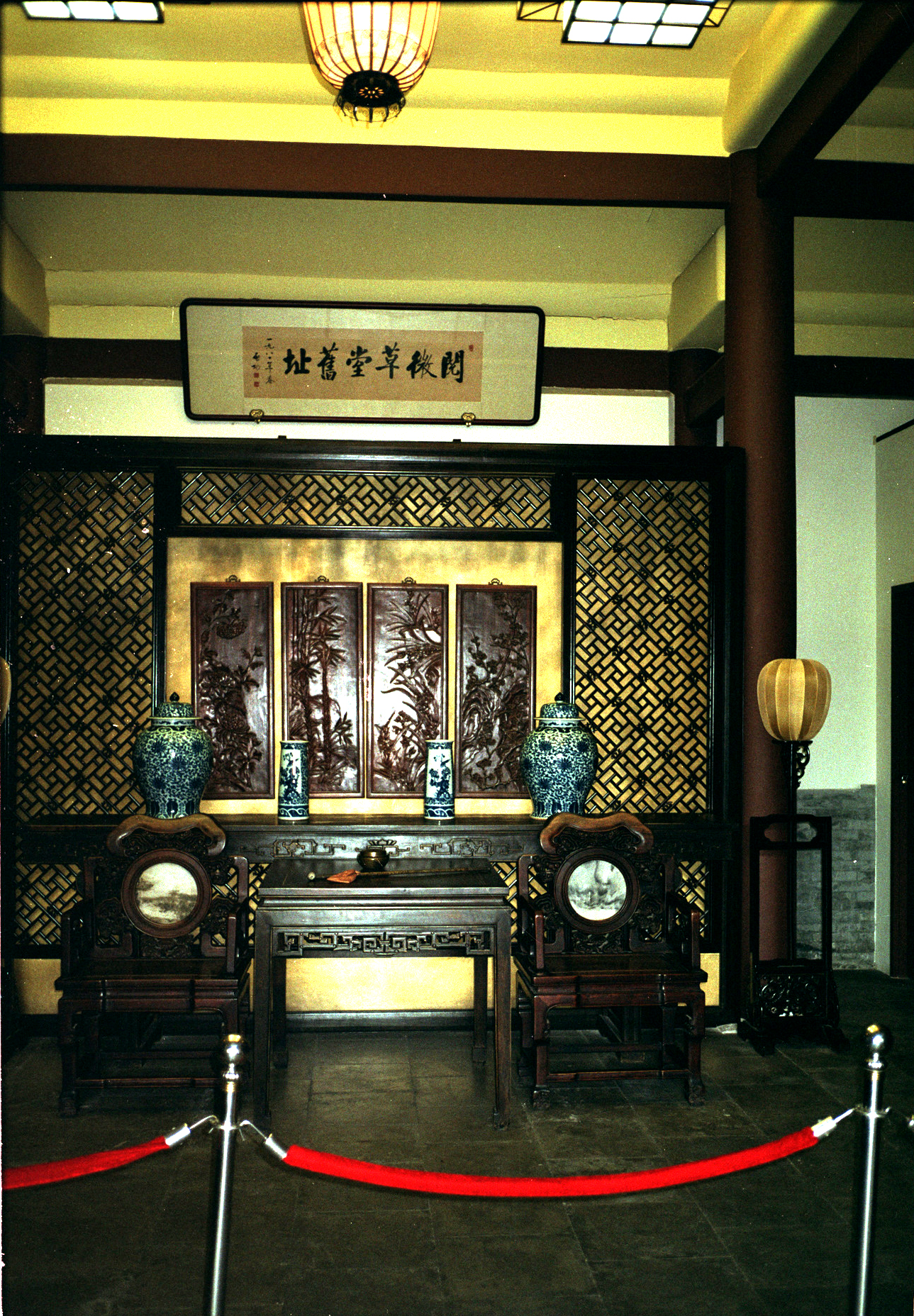
Foto do Estúdio Yuewei

Ji Yun publicou cinco volumes de histórias sobrenaturais de 1789 a 1798: Escrito para Passar a Temporada no Resort de Verão (灤陽消夏錄) em 1789, Assim Ouvi (如是我聞) em 1791, Anotações de Meu Alojamento Haidian (槐西雜誌) em 1792, Nenhum Mal em Escutar (姑妄聽之) em 1793, e Mais do Resort de Verão (灤陽續錄) em 1798. Em 1800, seu pupilo Sheng Shiyan reuniu os volumes em uma única coleção, Yuewei caotang biji, em homenagem ao estúdio de Ji.
Ji Yun publicou cinco volumes de histórias sobrenaturais de 1789 a 1798: Escrito para Passar a Temporada no Resort de Verão (灤陽消夏錄) em 1789, Assim Ouvi (如是我聞) em 1791, Anotações de Meu Alojamento Haidian (槐西雜誌) em 1792, Nenhum Mal em Escutar (姑妄聽之) em 1793, e Mais do Resort de Verão (灤陽續錄) em 1798. Em 1800, seu pupilo Sheng Shiyan reuniu os volumes em uma única coleção, Yuewei caotang biji, em homenagem ao estúdio de Ji, "Yuewei", sua moradia.
A obra continha mais de 1200 contos sobrenaturais, baseados em testemunho próprio ou de seus amigos e conhecidos. Reunindo histórias que havia lembrado ou registrado por anos, elas incluíam relatos sobre espíritos de mortos, espíritos-raposas, jornadas ao reino dos mortos, possessão demoníaca de pessoas e objetos, em meio a narrativas sobre reencarnação, retribuição, premonições e fenômenos do leito de morte. O conteúdo revela elementos de sua crença pessoal, em que anotações, opiniões e explicações em meio às narrativas evidenciam a convicção do filósofo por uma moralidade baseada em causa e efeito, e sobre a interconexão do universo e a proximidade do mundo espiritual e material. Ele tentava fazer uma "investigação de princípios", elaborando teorias e especulações gerais, a partir daquilo que os fenômenos espirituais apresentavam.
Havia uma voga da chamada "conversas de fantasma e raposa" durante o reinado de Qianlong, a qual ocupava a atenção e escritos de diversos literatos como Ji Yun, que se dedicaram a narrativas de histórias estranhas. Entre todas as coletâneas da época, o livro de Ji Yun contém o maior número dessas narrativas. Ji Yun também foi influenciado pelo beletrismo, pois havia formado junto a outros amigos escritores um círculo literário em que realizaram encontros e trocas de poemas por anos, a partir de 1748. Seu gosto por histórias sobrenaturais também provinha de antepassados da família, principalmente de seu pai.

O livro de Ji Yun é usado como uma importante fonte que indica que um dos passatempos favoritos da elite era a prática da escrita de espíritos (fuji); nele, conta sobre mais de um especialista da prática, e afirma que seu pai podia distinguir se a entidade era um imortal ou um fantasma comum. Ele relata ter presenciado poemas proféticos de escrita de espíritos, e inclusive uma pintura que teria previsto uma cena que ele vivenciou posteriormente.

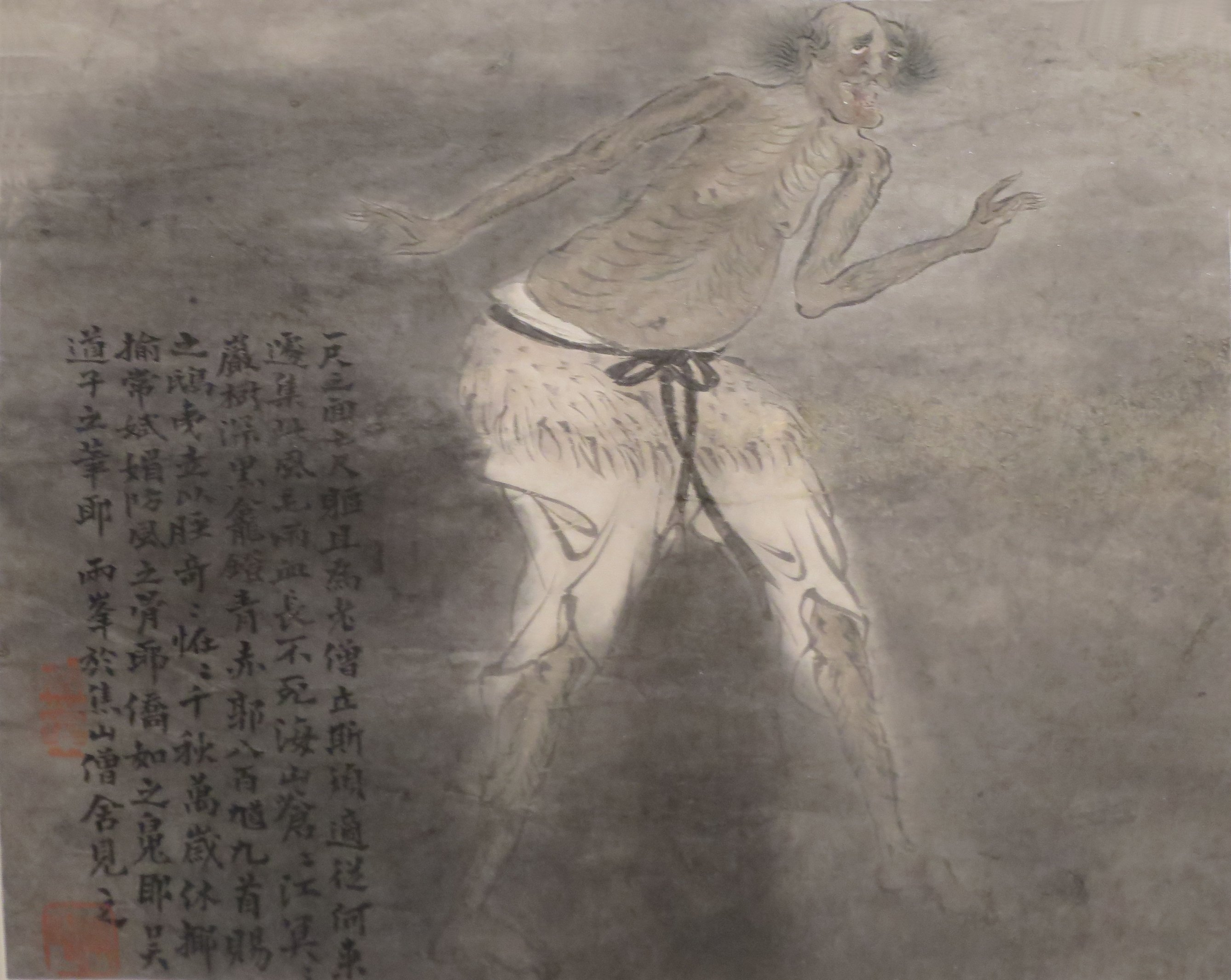
Figura sobrenatural no Álbum de Pinturas de Fantasmas (século XVIII) de Luo Ping

No auge do sobrenaturalismo, estava ocorrendo também um movimento contrário de antisuperstição que caracterizou o "Iluminismo" chinês do século XVIII: pensadores racionalistas como Qian Daxin e Hong Liangji pertenciam ao círculo Ji Yun, porém criticavam crenças e práticas sobrenaturais.

Ji Yun afirmava que fraudes eram muito comuns nesse campo, porém admitia que a previsão do futuro poderia ocorrer em alguns casos bem sucedidos, verificados posteriormente. Ele desenvolveu uma teoria filosófica que tentava explicar de forma racional como a manifestação de informação por oráculos e espíritos era dependente do fator humano, de forma a conciliar destino e predestinação com a responsabilidade humana. Para isso, reformulou o antigo conceito de ling (poder numinoso ou espiritual) para a explicação da adivinhação, centralizando-o na mente dos humanos vivos: afirmou que os oráculos eram objetos imateriais sem ling próprio, mas que, com a atuação do ling dos humanos e do qi universal, ocorria a eficácia e surgia o sentido, auspicioso ou inauspicioso. Também assim na interação com espíritos, que segundo ele se utilizam do ling de médiuns. Segundo Michael Lackner, essa explicação psicológica se assemelha à de Carl Jung em suas teorias para o inconsciente e a sincronicidade. Ji Yun escreveu:
"O que chamamos de espíritos não são por si só, mas dependem dos humanos. As varetas de milefólio [usadas para a divisão de I Ching] e os cascos de tartaruga são madeira seca e ossos podres, mas a capacidade de conhecer o que é auspicioso e o que é desfavorável depende nos humanos para fazê-los dormir. (...) Parece que os espíritos se comunicam com o que a mente aventa, e as imagens formam presságios a partir daquilo pelo que os mecanismos do qi vieram à existência. Essas questões seguem o mesmo princípio de dividir as varetas de milefólio e aquecer a carapaça da tartaruga: parece ser um milagre, mas (de fato) não é"
Porém, isso não significava que, para Ji Yun, os espíritos e outros fenômenos sobrenaturais não existiam, mas apenas que a percepção e manifestação dos fenômenos era condicionada de acordo com a mente humana. Ele próprio afirmava já ter enxergado fantasmas: "No entanto, tenho visto frequentemente com meus próprios olhos os traços físicos de fantasmas que retornam. Os fantasmas e espíritos são confusos e obscuros, e quando você realmente pensa sobre isso, você não entende como eles são".
Ele também sugeriu a teoria de que vários espíritos apareciam servindo sob um mesmo nome, geralmente de uma alegada divindade. Ji Yun considerava, além do mais, a especificidade cultural sobre os fenômenos estranhos e sobrenaturais: ele especula se cada nação possui seu reino dos mortos distinto, pois os relatos que coletara de jornadas espirituais apenas indicavam espíritos chineses; e na região de Xinjiang, apontou a existência de uma variante folclórica única, em que os espíritos-raposa não eram vistos como monstros.
Ji Yun realizou no livro a mais sistemática descrição e análise na literatura chinesa sobre a natureza e evolução espiritual dos espíritos-raposas, elaborando-lhes uma teoria do desenvolvimento, afirmando que eles eram seres com vários graus de progresso e melhoramento, que se humanizavam cada vez mais e se transformavam em contato com os homens e a cultura. Para isso se baseou na etnografia de vários contos de espíritos-raposa e investiga seus relatos, dando uma explicação que, segundo Rania Huntington, se assemelha àquela dos seres elementares de Paracelso para sua natureza como seres intermediários: indicou seu caráter de trickster e seres mutáveis, que podem se encontrar em vários estágios, mas que adquirem cultura e forma humana.
Com intenção moralista, ele escrevia convicto sobre a intervenção espiritual de acordo com propósitos e fundamentava o conteúdo didático que os contos ensinavam. Os racionalistas confucianos proibiam a consulta de espíritos e escrever sobre o sobrenatural, e por isso Ji Yun se colocou contrário a eles, denunciando o neoconfucianismo. Em uma quadra, ele escreveu:
"As causas e efeitos cármicos são provados sem sombra de dúvida, 

Uma carroça cheia de fantasmas reunidos em anotações desconexas. 

Que a palavra seja passada aos discípulos de Cheng-Zhu: 

O colecionador de anedotas não pertence à companhia dos confucionistas."

## Significado literário
Com essa obra, Ji Yun tornara-se um dos três grandes escritores de contos estranhos na dinastia Qing (os outros dois foram Pu Songling e Yuan Mei). O gênero do estranho era relacionado aos seguintes subgêneros de contos clássicos: zhiguai (relatos do estranho), chuanqi (histórias de maravilhas) e biji (anotações aleatórias).
De acordo com Leo Tak-Hung Chan, as Notas são a "coleção de zhiguai mais volumosa do final da China imperial" e também uma das mais incompreendidas. A maioria dos contos coletados por Ji foram contribuídos por seus amigos e conhecidos, muitos dos quais eram ilustres funcionários do governo, acadêmicos e membros da pequena nobreza. Como tal, Chan argumentou que as Notas fornecem uma visão única sobre como a elite cultural da China do século XVIII via o sobrenatural, complicando as noções populares de que a elite chinesa durante este período era formada apenas por "racionalistas confucionistas".

## Traduções seletas
Há várias traduções da obra em inglês, italiano e alemão.

### Inglês
- Real Life in China at the Height of Empire: Revealed by the Ghosts of Ji Xiaolan (tr. David Pollard). Chinese University of Hong Kong Press, 2014. ISBN 9629966018.
- Shadows in a Chinese Landscape: The Notes of a Confucian Scholar, (tr. David L. Keenan). M.E. Sharpe, 1999. ISBN 0765639025
- The Shadow Book of Ji Yun: The Chinese Classic of Weird True Tales, Horror Stories, and Occult Knowledge (tr. Yi Izzy Yu and John Yu Branscum). Empress Wu Books, 2021.

### Italiano
- Note scritte nello studio yuewei (tr. Bozza, Edi). Bollati Boringhieri, 1992.